# Haga, Tochigi
Haga (芳賀町 Haga-machi) là thị trấn thuộc huyện Haga, tỉnh Tochigi, Nhật Bản. Tính đến ngày 1 tháng 10 năm 2020, dân số ước tính thị trấn là 14.961 người và mật độ dân số là 210 người/km2. Tổng diện tích thị trấn là 70,16 km2.

## Địa lý

### Đô thị lân cận
- Tochigi
  - Utsunomiya
  - Mooka
  - Ichikai
  - Takanezawa